# Wiesz co się kręci
Wiesz co się kręci – album studyjny polskiego zespołu hip-hopowego Ganja Mafia. Wydawnictwo ukazało się 24 grudnia 2015 roku nakładem wytwórni muzycznej Ganja Mafia Label. 4 marca 2016 roku album trafił do sprzedaży na płycie CD.
W ramach promocji do pochodzących z płyty piosenek „Band The Rolla” oraz „Mój ziomek” zostały zrealizowane teledyski.
Materiał dotarł do 19. miejsca zestawienia OLiS. Album uzyskał status złotej płyty.

## Lista utworów
Źródło.
1. „Intro wiesz co się kręci”
2. „Wiesz co się kręci” (gości. Afu-Ra)
3. „Band The Rolla”
4. „Mój ziomek”
5. „Tam gdzie”
6. „Puzzle” (gości. JWP/BC, Bael)
7. „Ganji chcę”
8. „Kręć tym”
9. „Kocham siebie”
10. „Gry Babilonu”
11. „Skit NNPGM”
12. „Godnie żyć”
13. „Lemon Haze”
14. „TGV”
15. „Nic do skręcenia”
16. „Hola”
17. „Outro wiesz co się kurzy”